# Anthon (Iowa)
Anthon és una població dels Estats Units a l'estat d'Iowa. Segons el cens del 2000 tenia 649 habitants.

## Demografia
Segons el cens del 2000, Anthon tenia 649 habitants, 291 habitatges, i 176 famílies. La densitat de població era de 352,9 habitants per km².
Dels 291 habitatges en un 25,8% hi vivien nens de menys de 18 anys, en un 49,1% hi vivien parelles casades, en un 7,2% dones solteres, i en un 39,5% no eren unitats familiars. En el 37,1% dels habitatges hi vivien persones soles el 24,1% de les quals corresponia a persones de 65 anys o més que vivien soles. El nombre mitjà de persones vivint en cada habitatge era de 2,23 i el nombre mitjà de persones que vivien en cada família era de 2,95.
Per edats la població es repartia de la següent manera: un 24,8% tenia menys de 18 anys, un 5,9% entre 18 i 24, un 22,5% entre 25 i 44, un 20,5% de 45 a 60 i un 26,3% 65 anys o més.
L'edat mediana era de 42 anys. Per cada 100 dones de 18 o més anys hi havia 81,4 homes.
La renda mediana per habitatge era de 26.364 $ i la renda mediana per família de 36.667 $. Els homes tenien una renda mediana de 29.063 $ mentre que les dones 19.853 $. La renda per capita de la població era de 19.228 $. Entorn del 4,8% de les famílies i el 6,9% de la població estaven per davall del llindar de pobresa.

## Poblacions més properes
El següent diagrama mostra les poblacions més properes.